# Conseil national des programmes
Pour les articles homonymes, voir CNP.
Le Conseil national des programmes (CNP) est un ancien organisme consultatif du ministère français de l'Éducation nationale française composé de personnalités choisies par le ministre. De 1990 à 2005, il était chargé de donner son opinion sur l'élaboration des programmes scolaires et sur les enseignements en règle générale.
Créé par la Loi Jospin en 1989 et le décret n°90-179 du 23 février 1990, il a été supprimé par la loi no 2005-380 d'orientation et de programme pour l'avenir de l'école dite Loi Fillon (art. 15) et ses attributions sont ensuite, en partie, exercées par le Haut Conseil de l'éducation. Le Conseil supérieur des programmes créé par la Loi d'orientation et de programmation pour la refondation de l'École de la République, peut être considéré comme son successeur.
Luc Ferry a présidé le Conseil national des programmes de 1992 à 2002, année de sa nomination comme ministre de l'Éducation nationale.